# Jan Gołdyn
Jan Gołdyn (ur. 1 czerwca 1898 w Przybenicach, zm. 27 czerwca 1927 w Krakowie) – kapitan piechoty Wojska Polskiego, działacz niepodległościowy, kawaler Orderu Virtuti Militari.

## Życiorys
Urodził się 1 czerwca 1898 w Przybenicach, w ówczesnym powiecie pińczowskim guberni kieleckiej, w rodzinie Wawrzyńca i Benigny z Jamrozów. Był uczniem szkoły realnej i przez dwa lata członkiem Związku Strzeleckiego.
Od 15 września 1914 do 1 grudnia 1916 walczył w szeregach 1 pułku piechoty. Uczestniczył w 25 bitwach i potyczkach. W kwietniu 1917 odnotowany w 6. kompanii II baonu 1 pp i przedstawiony do odznaczenia austriackim Krzyżem Wojskowym Karola. Po kryzysie przysięgowym (lipiec 1917) został internowany w obozie w Szczyppiornie.
24 lipca 1920 pod Wilnem został ranny. Do śmierci pełnił służbę w 11 pułku piechoty w Tarnowskich Górach. 3 maja 1922 został zweryfikowany w stopniu porucznika ze starszeństwem z 1 czerwca 1919 i 311. lokatą w korpusie oficerów piechoty. 31 marca 1924 został mianowany kapitanem ze starszeństwem z 1 lipca 1923 i 203. lokatą w korpusie oficerów piechoty. Zmarł 27 czerwca 1927 w szpitalu wojskowym w Krakowie. Był kawalerem, bezdzietnym.

## Ordery i odznaczenia
- Krzyż Srebrny Orderu Wojskowego Virtuti Militari nr 7150 – 17 maja 1922[13][14]
- Krzyż Niepodległości – pośmiertnie 16 marca 1937 „za pracę w dziele odzyskania niepodległości”[15][2]
- Krzyż Walecznych czterokrotnie[16][17] (po raz 1, 2 i 3 „za czyny orężne w bojach byłego 1 pp Leg.”[18])